# Battaglia di Bizani
La battaglia di Bizani fu combattuta nell'Epiro dal 4 al 6 marzo 1913 tra l'Impero ottomano e il Regno di Grecia, nelle fasi finali della prima guerra balcanica. I combattimenti si svilupparono attorno Bizani, città chiave per il possesso di Giannina, la città più grande della regione.
Allo scoppio della guerra le truppe greche in Epiro non erano sufficientemente forti da tentare un'offensiva contro le posizioni ottomane a Bizani. La conclusione dei combattimenti nel fronte macedone, tuttavia, permise ai greci di spostare un gran numero di soldati nell'Epiro, dove il principe Costantino batté gli ottomani a Bizani e catturò la città di Giannina grazie a un solido piano operativo che non permise all'avversario di prendere alcuna importante iniziativa.

## Antefatti
Gli sforzi dell'esercito greco durante le fasi iniziali della prima guerra balcanica si concentrarono nella Macedonia, mentre in Epiro l'esercito ottomano, riunito nel "Corpo di Giannina", era numericamente superiore a quello greco e, avvantaggiato dalla disposizione del terreno a sud della città di Giannina, aveva rinforzato le proprie posizioni sotto i consigli del generale tedesco Rüdiger von der Goltz. Nonostante ciò, i greci riuscirono a respingere un attacco degli ottomani guidati da Esat Pascià e catturarono Prevesa il 21 ottobre 1912, spingendo gli ottomani a nord, verso Giannina, e sconfiggendoli ancora a nella battaglia di Pente Pigadia.
L'accesso principale da sud a Giannina era protetto dalle due fortezze di Bizani e Kastritsa, mentre la zona a nord-nord-ovest era coperta da cinque piccoli forti disposti ad anello attorno alla città. I cannoni a disposizione di queste piazzeforti erano circa 102, per la maggior parte da 87 mm.

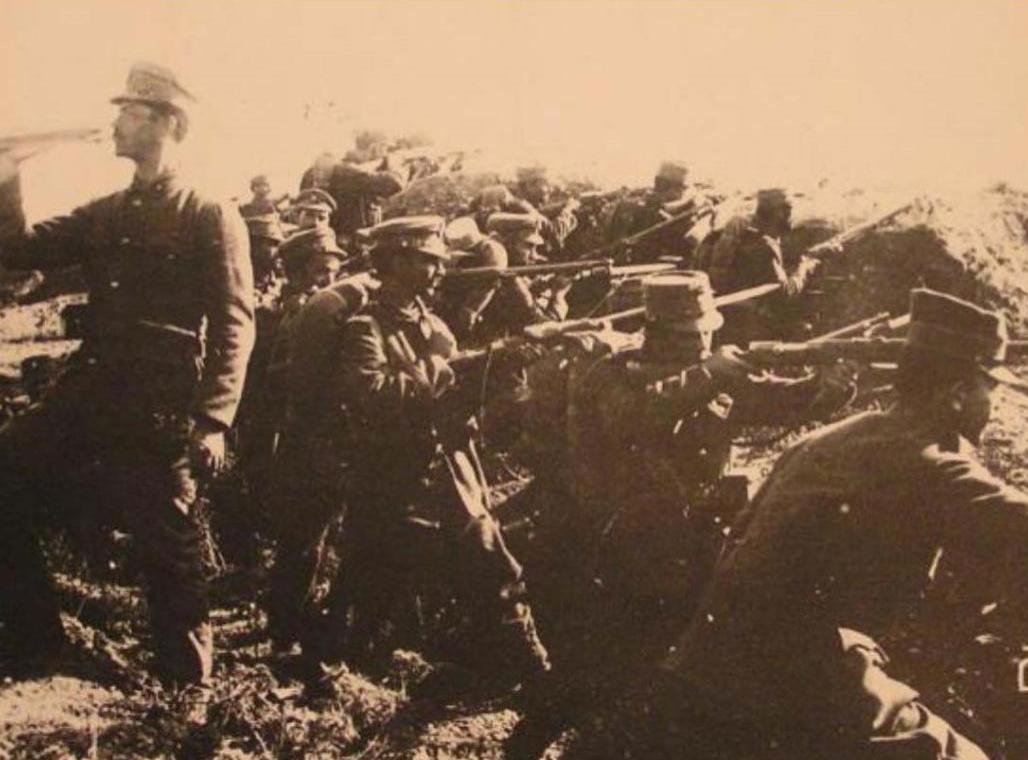
Fanteria greca pronta all'assalto

Dopo che il 5 novembre i greci erano sbarcati da Corfù a Himara senza incontrare particolare resistenza, gli ottomani si rinforzarono con le truppe in ritirata dopo la battaglia di Monastir, portando il totale dei loro soldati a 35 000, mentre i greci fecero affluire delle unità dalla Macedonia arrivando a contare 25 000 soldati. Dopo un primo attacco al complesso difensivo di Giannina il 14 dicembre, i greci si impossessarono di Coriza il 20 successivo, tagliando l'ultima via di rifornimento dall'esterno alla guarnigione ottomana di Giannina, che per il 22 dicembre era scesa, a causa delle perdite in combattimento, a 26 000 unità. I greci, invece, grazie a tre nuove divisioni provenienti dalla Macedonia, erano cresciuti fino a 40 000 soldati e 80 pezzi d'artiglieria (tra cui dodici di calibro 105 e 155 mm).
Per tutto l'inverno, che minò il morale di ambo gli schieramenti, si registrarono continui scambi d'artiglieria, attacchi di irregolari albanesi nelle retrovie greche e missioni di bombardamento e ricognizione di aerei greci sulle postazioni ottomane. Il 20 gennaio 1913 il comandante greco del fronte dell'Epiro, generale Konstantinos Sapountzakis, lanciò un nuovo attacco frontale che spinse gli ottomani dentro il forte di Bizani, al prezzo però di numerose perdite che, insieme al peggiorare delle condizioni meteorologiche, l'obbligarono a sospendere per qualche giorno le operazioni. Ai movimenti greci, e in alcuni casi ai combattimenti veri e propri, contribuirono anche alcune donne locali, particolarmente attive nella logistica; una di esse, Maria Nastouli, raggiunse il grado di capitano.

## Svolgimento della battaglia
Dopo questo avvenimento il generale Sapountzakis venne sostituito dal principe Costantino. Il nuovo comandante formulò un nuovo piano che prevedeva un finto attacco su Bizani da due direzioni.
Il 4 marzo iniziò il bombardamento preliminare dell'artiglieria greca, che si protrasse per tutto il giorno. È stato calcolato che ogni cannone greco abbia sparato circa centocinquanta proiettili, mentre il fuoco di controbatteria ottomano fu scarso a causa della carenza di munizioni. Il giorno successivo, 5 marzo, la 4ª, 6ª e 8ª divisione di fanteria puntarono verso il fianco occidentale ed orientale di Bizani, mentre allo stesso tempo una brigata organizzò un attacco diversivo da nord. I greci, forti del supporto dato dall'artiglieria, nella mattinata irruppero nelle linee ottomane a Tsouka, sfondando nelle ore successive in altri quattro o cinque punti, obbligando gli ottomani di Tsouka e Manoliasa a ritirarsi verso Giannina per evitare l'accerchiamento. Sebbene Esat Pascià avesse chiamato in causa tutte le riserve per scongiurare la caduta dell'intero perimetro difensivo, alle 16:00 Bizani e Kastritsa erano ormai tagliate fuori da ogni collegamento con Giannina. Entro le 18:00 il 1º reggimento euzoni, insieme al 9º battaglione del maggiore Ioannis Velissariou, era entrato nel villaggio di Agios Ioannis, nella periferia meridionale di Giannina.

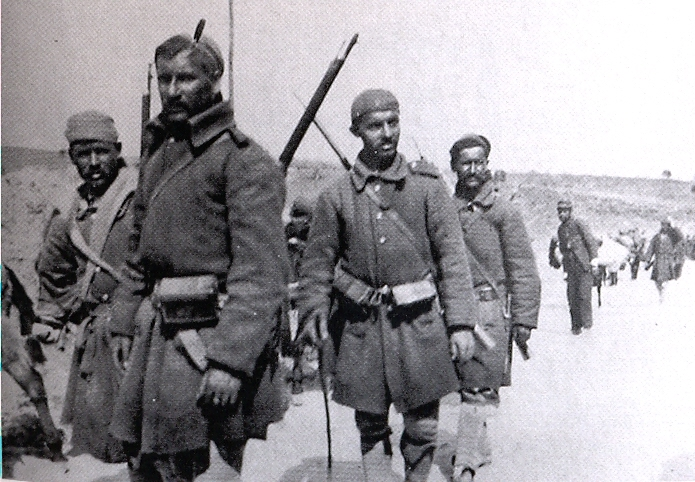
Euzoni fotografati nei pressi di Giannina dopo la battaglia di Bizani

Al calare della notte alcuni ottomani evacuarono Bizani e Kastritsa cercando di rompere l'accerchiamento greco e raggiungere Giannina, ma 35 ufficiali e 935 altri soldati finirono prigionieri. Altre postazioni ottomane capitolarono la mattina successiva, anche se la resa formale di Bizani e Kastritsa arrivò solo dopo che i greci erano entrati a Giannina. Il comandante ottomano Esat Pascià, resosi conto che ormai la battaglia era persa, ordinò di abbandonare Giannina e di dirigersi verso nord ma, visto l'incedere delle truppe greche, chiese ai consolati stranieri presenti in città di negoziare una resa. Alle ore 23:00 Esat Pascià firmò la resa incondizionata delle truppe ottomane e il giorno successivo i soldati del principe Costantino sfilarono in parata lungo la città, per l'occasione tempestata di bandiere greche.

### Operazioni aeree
Nella battaglia i greci impiegarono anche sei aerei, prevalentemente biplani Farman MF.7. Partendo da un aeroporto vicino Nicopoli d'Epiro, piloti greci come Dimitrios Kamberos, Michael Moutoussis e Christos Adamidis sorvolarono il campo di battaglia in missioni di ricognizione o di bombardamento, ottenendo risultati considerevoli. Gli ottomani aprirono il fuoco in varie occasioni contro gli aerei avversari, ottenendo limitati successi. Ad esempio il pilota russo N. de Sackoff, al servizio della causa greca, fu il primo pilota della storia ad essere abbattuto in una missione di guerra. Riuscì comunque ad atterrare vicino Prevesa e, una volta riparati i danni, tornò in volo alla base di partenza.
Il giorno in cui i greci entrarono a Giannina, Adamidis, che era nato nella città, atterrò con il suo Farman nella piazza del municipio, tra le grida di giubilo di una folla entusiasta.

## Conseguenze

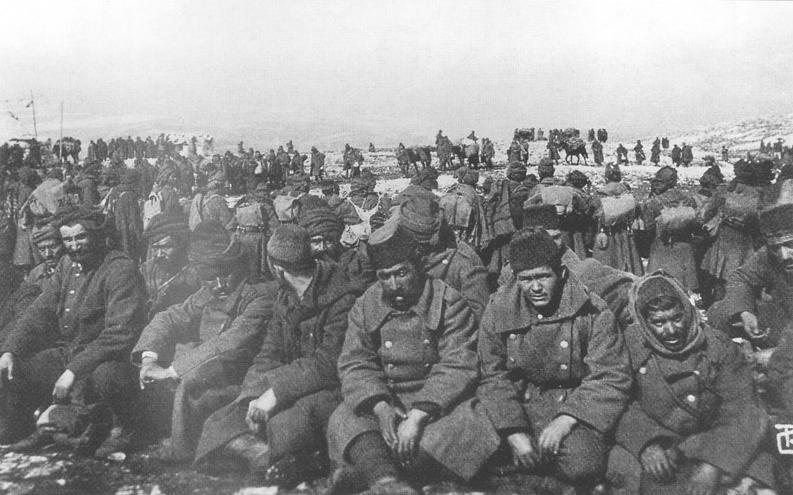
L'esercito greco fece circa prigionieri tra le file ottomane

Nella battaglia di Bizani gli ottomani ebbero circa 2800 perdite, 8600 prigionieri (tra cui il comandante Esat Pascià), mentre i greci contarono solamente 284 tra morti e feriti. Gli ottomani che riuscirono a riparare in Albania lasciarono al nemico 108 pezzi d'artiglieria e un gran quantitativo di materiali vari.
Il 16 marzo l'esercito greco entrò a Ergiri e Delvina, conquistando Tepelenë il giorno successivo. Quando la prima guerra balcanica finì, i greci controllavano una zona che andava dai monti Acrocerauni ad ovest al lago Presba ad est, passando per Himara. I successi conseguiti in Epiro permisero all'alto comando greco di spostare le truppe sul fronte di Salonicco, in vista di un possibile conflitto con la Bulgaria, che rivendicava la città come propria.
Lo storico Richard C. Hall reputa la battaglia di Bizani e la conseguente caduta di Giannina (che a sua volta liberò l'Epiro meridionale e la costa ionica) come la più brillante vittoria greca nella prima guerra balcanica: più che alla superiorità numerica, la vittoria fu dovuta all'attenta pianificazione tattica e all'ottima coordinazione tra le truppe attaccanti, che non lasciarono agli ottomani alcuna possibile iniziativa.